# Lavigeria coronata
Lavigeria coronata là một loài ốc nước ngọt nhiệt đới có mang và nắp (động vật chân bụng)|nắp ốc, là động vật chân bụng sống dưới nước động vật thân mềm trong họ Paludomidae.
Loài này phân bố ở Cộng hòa Dân chủ Congo và Tanzania. Môi trường sống tự nhiên của chúng là hồ nước ngọt. Nó bị đe dọa do mất nơi sống.